# Serak
Serák (iz švicarskega francoskega sérac) je večji kos ali steber ledeniškega ledu, ki ga pogosto tvorijo sekajoče se ledeniške razpoke. Pogosto so velike ali večje kot hiša in so zaradi pogostih prevrnitev brez opozorila nevarne za planince. Navkljub stabilizaciji zaradi mrzlega vremena so lahko ovira za potovanje po ledeniku.
Serake najdemo v ledenih slapovih, pogosto v večjem številu, ali na ledenih stenah na spodnjem robu visečega ledenika. Pomembni primeri vrste previsnega ledeniškega roba so dobro znane ovire na nekaterih najvišjih gorah sveta, vključno s K2 pri "Ozkem grlu" in Kančendzengi na meji med Indijo in Nepalom. Pomembne serake v Alpah najdemo na severovzhodni steni Piz Rosega, severni steni Dent d'Hérensa in severni steni Lyskamma.

## Nesreče
- Med japonsko ekspedicijo na Mount Everest v letih 1969–1970 je padajoči serak ubil Kijaka Tseringa.[2]
- Leta 1990 je potres povzročil padec bloka seraka z Pik Lenina, sprožil je snežni plaz, ki je prizadel tabor in ubil 43 ljudi.[3]
- Avgusta 2008 je bil padec večjih serakov na K2 odgovoren za smrt najmanj 8 od 11 smrti alpinistov.[4]
- Aprila 2014 je serak na Mount Everestu povzročil ledeni plaz, ki je ubil 16 plezalcev
- Oktobra 2018 je devet plezalcev iz Južne Koreje umrlo v baznem taboru na Mount Gurja v Nepalu zaradi padajočih serakov in snega, ki jih je podrl veter.[5]
- Julija 2022 je zrušenje seraka na ledeniku na Marmoladi v Italiji ubilo sedem ljudi, petnajst jih je pogrešanih, osem je bilo ranjenih.[6]

## Galerija
- Serak na ledeniku Russell na Grenlandiji
- Seraki v ledeniškem srencu na 3.050 metrih na ledeniku Winthrop na Mount Rainier v Washingtonu, ZDA
- Seraki, ledenik Bossons, jugovzhodna Francija
- Seraki, ledenik Bossons
- Seraki, ledenik Piloto, Cordillera Darwin, Ognjena Zemlja
- Seraki na sedlu Catalunyan v gorah Tangra, otok Livingston na Antarktiki